# 普拉托 (印第安納州)
普拉托（英語：Plato）是位於美國印地安納州拉格蘭奇縣的一個非建制地區。該地的面積和人口皆未知。